# Consejos Superiores del Ejército de Tierra, de la Armada y del Ejército del Aire y del Espacio
Los Consejos Superiores del Ejército de Tierra, de la Armada y del Ejército del Aire y del Espacio son órganos colegiados asesores y consultivos del Ministro de Defensa de España y del Jefe de Estado Mayor del ejército respectivo: el General de Ejército en el Ejército de Tierra, el Almirante General en la Armada o el General del Aire en el Ejército del Aire y del Espacio.

## Composición
Componen los Consejos Superiores de los Ejércitos:
- El Ministro de Defensa, quien los preside.
- El General de Ejército, Almirante General o General del Aire, Jefe del Estado Mayor del Ejército respectivo, quien preside sus reuniones cuando no asista a éstas el ministro de Defensa.
- Los vocales natos y, en su caso, accidentales.
- El secretario, cargo que corresponde al Segundo Jefe del Estado Mayor. Si éste fuera Teniente General o Almirante, el cargo de secretario lo ejerce un Oficial General designado por el Jefe del Estado Mayor.

## Competencias
A los Consejos Superiores del Ejército de Tierra, de la Armada y del Ejército del Aire y del Espacio, como órganos colegiados asesores y consultivos del Ministro de Defensa y del Jefe de Estado Mayor del Ejército respectivo, les corresponde:
- Emitir informe sobre los asuntos que someta a su consideración el ministro de Defensa y el Jefe de Estado Mayor del Ejército correspondiente.
- Efectuar los informes que se indican en esta ley sobre los aspectos básicos que configuran la carrera militar.
- Actuar como órgano de evaluación en los ascensos al empleo de general de brigada y en las demás evaluaciones que afecten a miembros de la categoría de oficiales generales.
- Emitir informe sobre las evaluaciones por los sistemas de elección y clasificación para el ascenso.
- Emitir informe en la tramitación de los expedientes de ascensos honoríficos.
- Ser oídos en los expedientes disciplinarios extraordinarios que afecten a personal de su respectivo Ejército.